# Zinka Milanov
Zinka Milanov, z domu Kunc (ur. 17 maja 1906 w Zagrzebiu, zm. 30 maja 1989 w Nowym Jorku) – chorwacka śpiewaczka, sopran.

## Życiorys
Siostra kompozytora Božidara Kunca. Ukończyła studia w akademii muzycznej w Zagrzebiu, śpiewu uczyła się u Milki Trniny i Mariji Kostrenčić oraz w Pradze u Fernando Carpiego. Na scenie operowej zadebiutowała 1927 roku w Lublanie jako Leonora w Trubadurze Giuseppe Verdiego. W latach 1928–1935 występowała w operze w Zagrzebiu. W 1937 roku wystąpiła na festiwalu w Salzburgu w Requiem Verdiego pod batutą Arturo Toscaniniego. W 1937 roku debiutowała w Metropolitan Opera w Nowym Jorku (Leonora w Trubadurze). W latach 1937–1941, 1942–1947 i 1950–1966 występowała w Metropolitan Opera jako jej pierwsza solistka, jej pożegnalną rolą tam była Medeleine w Andrea Chénier Umberto Giordano. Śpiewała również w Teatro Colón w Buenos Aires (1940–1942), mediolańskiej La Scali (1950) i londyńskim Covent Garden Theatre (1966–1967).
Występowała najczęściej w operach W.A. Mozarta, Giuseppe Verdiego, Giacomo Pucciniego, Vincenzo Belliniego i Amilcare Ponchiellego. Była zamężna z Predragiem Milanovem (1937–1946) i Ljubomirem Iliciem (od 1947).